# Sexuální násilí v Německu na silvestra 2015

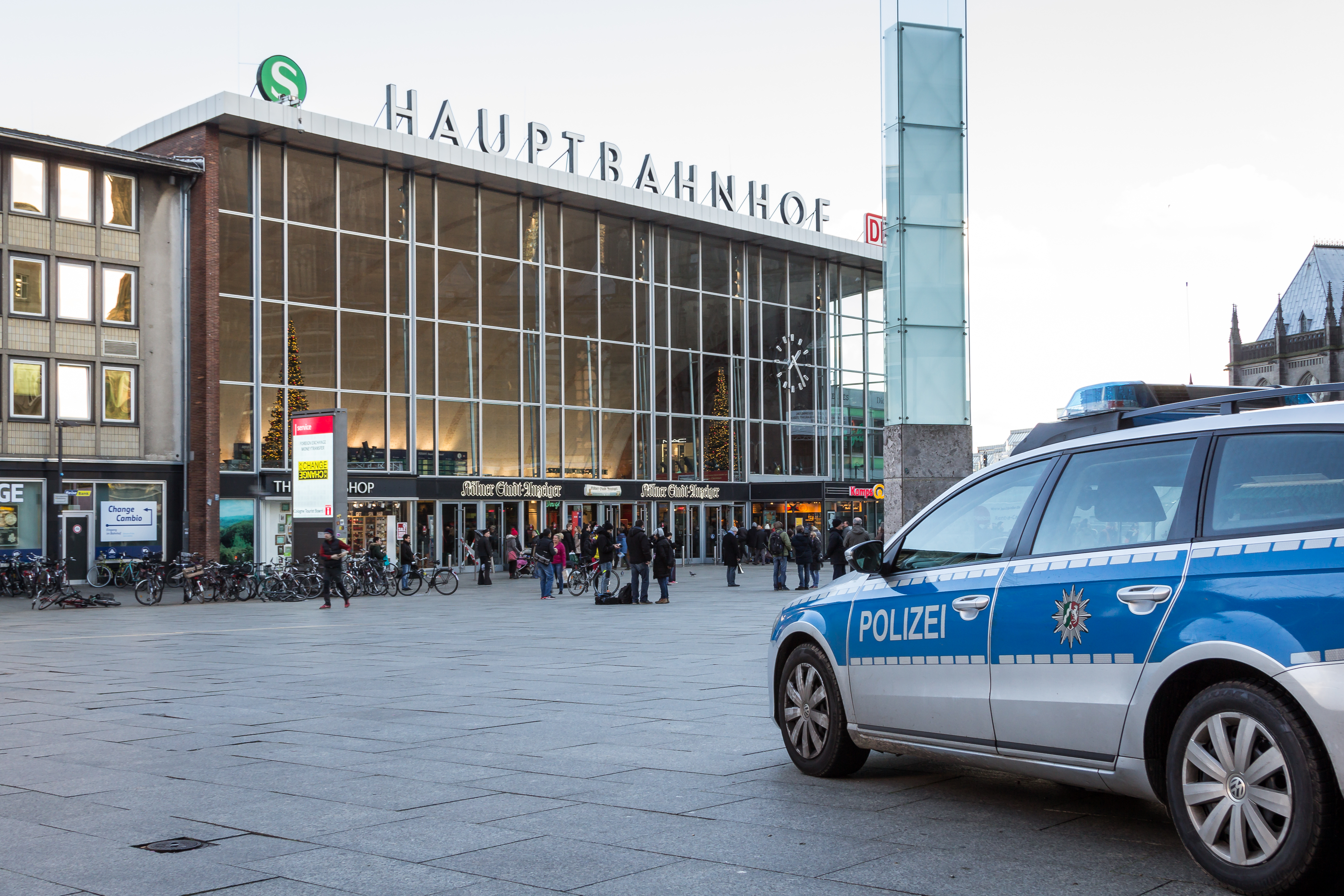
Náměstí v Kolíně nad Rýnem mezi hlavním nádražím a katedrálou

O silvestrovských oslavách 2015/2016 došlo ve vícero velkých německých městech k hromadným sexuálním útokům a okrádání žen, které podle svědků či poškozených páchaly skupiny mužů arabského a severoafrického vzhledu. Největšího rozsahu dosáhlo násilí na náměstí mezi hlavním nádražím (Hauptbahnhof) a gotickou Katedrálou svatého Petra v Kolíně nad Rýnem. Podle vyjádření prezidenta Spolkového kriminálního úřadu (BKA) Holgera Müncha se útočníci k akcím svolali prostřednictvím sociálních sítí.

## Průběh a rozsah událostí
Večer 31. prosince 2015 bylo v Kolíně hlášeno házení zábavní pyrotechniky (petard) do davu na kolínském náměstí před nádražím, a to ze strany asi pětisetčlenné skupiny, která se v průběhu noci rozrostla asi na dvojnásobek. Již v průběhu událostí se desítky žen obracely na policii s tím, že byly sexuálně obtěžovány a zároveň okrádány. Na policii se pak přihlásilo k 6. lednu více než sto obětí, včetně jedné policistky v civilu. K 12. lednu počet lidí, kteří podali trestní oznámení, dosáhl v Kolíně asi 550, z toho asi 200 kvůli sexuálnímu násilí, k 20. lednu 2016 se počet napadených vyšplhal již na 1049 osob. a k 10. únoru bylo podáno 1054 trestních oznámení, z toho téměř polovina (454) kvůli sexuálnímu napadení, ostatní kvůli krádežím, loupežím či ublížení na zdraví. Několik žen uvedlo, že jim bylo z těla strženo spodní prádlo a tři ženy oznámily, že byly znásilněny. Útočníci neváhali napadat i zasahující policisty, kterých bylo pouze asi 210. Personálně nedostatečně přítomná zemská a spolková policie nebyla schopná situaci zvládnout. Kromě sexuálních přestupků došlo k velkému počtu kapesních krádeží u lidí obou pohlaví, kteří byli obklopeni útočníky. Podle německých policistů, kteří část útočníků většinou pouze přechodně zadrželi a perlustrovali, tvořili jejich velký díl čerství migranti žádající o azyl. Mezi podezřelými policie identifikovala devět Alžířanů, osm Maročanů, pět Íránců a čtyři Syřany. Z 31 identifikovaných podezřelých bylo 18 žadatelů o azyl.
Podobné případy, byly hlášeny i z dalších měst: Hamburku (přes 350 obětí sexuálního napadení), Düsseldorfu, Stuttgartu, Bielefeldu a Frankfurtu nad Mohanem.
Vyšetřovatelé pracovali s verzí, že jde o nový typ organizovaného zločinu, následně se potvrdilo, že byly útoky organizované na sociálních sítích a útočníci se sjeli ze širokého okolí, ale nestojí za nimi žádná pevná organizovaná struktura.
K podobným útokům došlo i v rakouském Salcburku, švýcarském Curychu a ve finských Helsinkách. V Salcburku došlo k několika jednotlivým útokům během noci na Rezidenčním náměstí i jiných místech, obdobné incidenty se odehrály i před a po silvestru. V Curychu bylo nahlášeno 25 případů oloupení, přičemž několik obětí oznámilo spolu s tím i napadení a sexuální obtěžování. Helsinská policie zaznamenala během noci zvýšený počet případů sexuálního obtěžování, zejména na centrálním náměstí, tři možné případy i na vlakovém nádraží.

### Vyšetřování
V pondělí 18. ledna informovalo kolínské policejní prezidium o prvním obvinění muže ze sexuálního napadení, z celkově vyšetřovaných 20 podezřelých. Šlo o šestadvacetiletého Alžířana, zadrženého v uprchlické ubytovně v Kerpenu nedaleko Kolína, u něhož policisté našli dva tehdy ukradené mobilní telefony, přičemž jedna z poškozených hovořila rovněž o sexuálním napadení ze strany pachatele. Deník The Independent uvedl s odvoláním na kolínského žalobce Ulricha Bremera, že se většiny skutků dopustili muži alžírského, tuniského a marockého původu, kteří už však v Německu pobývali delší dobu. Dne 15. února 2016 sám Bremer tuto informaci agentuře AP dementoval s tím, že bylo zadrženo celkem 73 podezřelých, dvanácti z nich se žalobci pokusí prokázat sexuální útok. Podíl migrantů neupřesnil, uvedl však, že „naprostá většina podezřelých spadá do obecné kategorie uprchlíci“.
Dne 6. května byl zahájen soudní proces s prvními obviněnými ze sexuálních útoků – dvojicí mužů alžírského původu, kteří údajně obstoupili jednu ženu, osahávali ji a ukradli jí mobilní telefon. Ještě téhož dne byli odsouzeni k půlročnímu podmínečnému trestu za krádež a přechovávání kradených věcí, sexuální násilí jim však nebylo prokázáno. S trestem je spojeno i vyhoštění, neboť oba do Německa přicestovali nelegálně. Již předtím soudy udělily několik podmíněných trestů za krádeže spojené se silvestrovskými událostmi. V polovině dubna byl první obviněný za krádež odsouzen i k nepodmíněnému jednoročnímu trestu vězení.

## Kulturní a psychologické pozadí
V arabských zemích je fenomén hromadného sexuálního obtěžování až znásilňování žen (arabsky تحرش جماعي‎, taḥarruš džamáʿí, či z egyptské výslovnosti gamáʿí) již nějakou dobu znám. Ve větší míře se vyskytl například v Egyptě v roce 2011 a 2012 během událostí na káhirském náměstí Tahrír.
Bývalý český armádní psycholog Daniel Štrobl ve vysílání České televize vyslovil přesvědčení, že nejde o jednorázový jev a že jsou v Evropě podobné incidenty známy už několik let. Kultura, z níž mladí muslimští imigranti pocházejí, podle něj devastuje jejich sexualitu a mladý muž tak nemá šanci na přirozený sexuální život známý v evropském kulturním prostoru. Potlačovaný sexuální pud se pak může proměnit v agresi. Pokud by tito lidé začali akceptovat jiný než islámský způsob vnímání sexuality, podle jeho názoru by mohli žít podobným sexuálním životem jako běžní mladí Evropané, v opačném případě se mohou projevovat jako agresoři.
Arabista Bronislav Ostřanský v pořadu Události, komentáře uvedl, že mnozí příchozí mohou být frustrovaní, když nemohou uzavřít manželství, protože nemají dostatek prostředků. Pohlavní styk je totiž z hlediska islámského práva přípustný pouze v rámci manželství a za předmanželský styk nebo nevěru hrozí přísné tresty. Sami muslimové se podle Ostřanského cítí vůči západnímu světu morálně na výši a k sexualitě přistupují racionálně, neboť se vyhýbají oběma krajnostem – celibátu i bezuzdné sexualitě – zatímco na Západě je běžná promiskuita, prostituce či pornografie. Zároveň uvedl, že představy migrantů o evropském světě i jejich kulturní vzorce jsou značně rozdílné v závislosti na vzdělání. Redaktorka Lidových novin Petra Procházková uvedla jako vzor představ o západních ženách film Základní instinkt, Ostřanský zmínil „pokleslé internetové zdroje“. Podle Ostřanského nejsou kolínské útoky omluvitelné ani z hlediska islámského práva a v muslimské zemi by pachatelé byli tvrdě sankcionováni.

## Následné násilí proti imigrantům
V neděli 10. ledna 2016 večer napadly v Kolíně nad Rýnem skupinky útočníků několik cizinců. Místní deník Express uvedl, že za útoky stojí motorkáři, fotbaloví výtržníci a vyhazovači, kteří se domluvili na „vyčištění“ městského centra přes neveřejné skupiny na Facebooku. Zraněni byli nejméně jeden Syřan a dva Pákistánci. Souvislost se silvestrovskými událostmi policie prověřuje.

## Reakce médií

### Reakce německých médií
V regionálních médiích a na sociálních sítích se informace o sexuálním násilí v Kolíně objevily již 1. ledna 2016, a také kolínská policie 2. ledna revidovala svou původní tiskovou zprávu a zahrnula do ní i útoky na ženy (což ještě téhož dne převzaly do svého zpravodajství například deník Süddeutsche Zeitung a televizní stanice RTL). Naproti tomu veřejnoprávní německá média zprávy o kolínských událostech zadržovala několik dní. Celoněmecká televize ARD o nich informovala teprve ve večerních zprávách v pondělí 4. ledna, zatímco redakce televize ZDF se ještě 4. ledna rozhodla žádné zprávy o útocích nezveřejňovat a teprve v úterý večer odvysílala zvláštní zpravodajství na téma Co se událo o silvestrovské noci? Současně s tím se však objevily zprávy, které měly události v Kolíně a jinde v Německu relativizovat, například přirovnáním k údajně stejnému počtu sexuálních útoků během Oktoberfestu. Podle těchto informací, které německá veřejnoprávní media okamžitě nekriticky převzala a šířila, avšak policie následně dementovala, mělo být na Oktoberfestu v roce 2015 znásilněno deset žen, přičemž policií údajně odhadovaný počet sexuálních deliktů měl být asi dvě stě (právě tolik trestních oznámení bylo v té době podáno kvůli událostem v Kolíně nad Rýnem). Přístup celostátních médií si následně vysloužil ostrou kritiku německé veřejnosti.

### Reakce českých médií
Česká televize (ale i jiná média, například Britské listy) se rovněž pokusila silvestrovské události v Německu bagatelizovat přirovnáním k tradičnímu festivalu Oktoberfest v Mnichově, kde bylo v roce 2015 nahlášeno 20 sexuálních deliktů (bez souvislosti s žadateli o azyl či Araby), přičemž policie prý odhadovala, že reálný počet nenahlášených sexuálních deliktů je asi desetinásobný. V té době bylo podáno teprve přibližně 250 trestních oznámení od žen postižených během silvestrovské noci, takže přirovnání k dvěma stovkám předpokládaných případů na Oktoberfestu se zdálo oprávněné (a komentátoři samozřejmě nezmínili, že pivní festival trvá nejméně dva týdny). Mnichovská policie, ještě před převzetím těchto informací českými médii, je dementovala s tím, že v roce 2015 byl nahlášen jen jeden případ pokusu o znásilnění a mezi ostatní delikty patří i exhibicionismus a verbální obtěžování. Údaj o počtu dvou set sexuálních deliktů označil mluvčí policie za definitivně falešný. 

## Reakce úřadů
Politici v Německu v reakci na útoky mluvili o zpřísnění imigračních zákonů. Jako ochranu před vznikem ghett prosazovala kancléřka Angela Merkelová a vicekancléř Sigmar Gabriel myšlenku přidělování povinného místa bydliště imigrantům. Někteří poslanci požadovali uzavření hranic, což však kancléřka nechtěla dopustit. Dalším plánem byla možnost repatriace i podmíněně odsouzených v oblasti vážných trestných činů včetně nezletilých (dosud bylo vyhoštění možné jen u lidí s nejméně ročním nepodmíněným trestem).
Počátkem července téhož roku němečtí zákonodárci přijali změnu legislativy, která rozšířila kvalifikaci trestného činu znásilnění – zatímco předtím si pachatel pohlavní styk musel vynutit násilím nebo pod jeho pohrůžkou, podle nové úpravy by mělo stačit, aby k němu došlo proti zjevné vůli oběti. Při skupinovém sexuálním násilí navíc nově mohou být trestáni i ti, kteří se ho přímo aktivně neúčastnili, ale byli součástí skupiny, která se incidentů dopustila. Podle některých právních názorů by však takové ustanovení mohlo být protiústavní. Ke zpřísňující změně zákona došlo v důsledku debaty, kterou odstartovaly silvestrovské útoky.